# 皮下型环状肉芽肿
皮下型环状肉芽肿（英語：Subcutaneous granuloma annulare，SGA），是一种以皮下结节为主要病症的非感染性肉芽肿性皮肤病，为环状肉芽肿的罕见亚型。最常见于2-6岁儿童，成人较少见；但若发生在成人中，以女性患者为主。病变经常自发消退，但19%-75%的患者常于相同部位复发。